# Nereina
Nereina is een geslacht van weekdieren uit de klasse van de Gastropoda (slakken).

## Soorten
- Nereina afra (G. B. Sowerby I, 1836)
- Nereina cresswelli Eichhorst, 2016
- Nereina haemastoma (Martens, 1878)
- Nereina punctulata (Lamarck, 1816)